# A Perfect Crime
A Perfect Crime é um filme estadunidense de 1921, uma comédia dramática dirigida por Allan Dwan, baseado no conto anônimo de Carl Clausen.